# Blabokaha
Blabokaha est une localité rurale au nord de la Côte d'Ivoire dans le Distrct des Savanes, appartenant à la région du Poro. La localité de Blabokaha est rattachée au département de Korhogo. 